# Шамеан
Шамеан (фр. Chaméane) насеље је и општина у централној Француској у региону Оверња, у департману Пиј де Дом која припада префектури Исоар.
По подацима из 2011. године у општини је живело 148 становника, а густина насељености је износила 13,57 становника/km². Општина се простире на површини од 10,91 km². Налази се на средњој надморској висини од 815 метара (максималној 845 m, а минималној 550 m).

## Демографија
| 1962. | 1968. | 1975. | 1982. | 1990. | 1999. | 2011. |
| ----- | ----- | ----- | ----- | ----- | ----- | ----- |
| 165   | 157   | 144   | 145   | 147   | 132   | 148   |

График промене броја становника у току последњих година